# Cordyline fruticosa
Pour les articles homonymes, voir Épinard (homonymie).
Espèce
Cordyline fruticosa, également appelé Épinard hawaïen, Ti ou Auti en Polynésie Française, Nouvelle-Zélande, Tonga et Samoa, Cordyline à la Réunion et en Nouvelle-Calédonie, Langue de femme à la Réunion encore et Roseau des Indes ou Foulard en Guadeloupe et en Martinique, est une espèce d'arbuste aux feuilles persistantes de la famille des Agavacées selon la classification classique, des Asparagaceae, selon la classification phylogénétique.

## Description

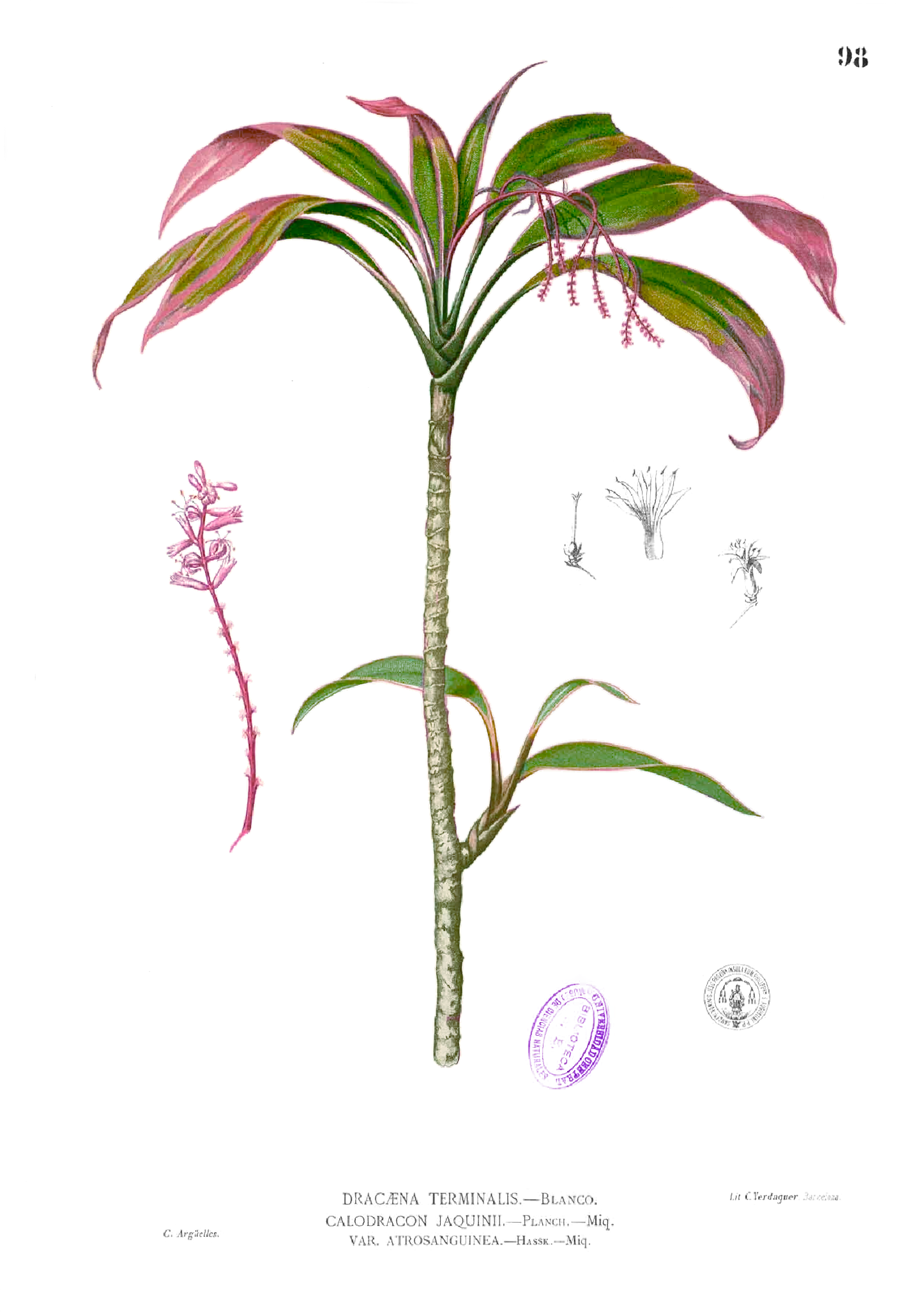
Cordyline fruticosa.

C'est un arbuste avec un tronc mince qui peut atteindre 4-5 m de haut.
C'est une monocotylédone, donc sans ramifications secondaires.
Les feuilles sont généralement réunies en houppe à l'extrémité du tronc. Elles sont lancéolées, de 30 à 50 cm de long. Comme leur durée de vie est brève, elles sont plus denses près du sommet de la tige où elles sont encore jeunes, formant une sorte de houppe.
Ces feuilles peuvent être entièrement vertes, mais l'intérêt décoratif réside dans le fait qu'il existe de nombreuses variétés à feuilles rouges ou rayées de rouge, voire d'autres couleurs (jaune en particulier). Les fleurs en grandes inflorescences latérales et inclinées sont longues d'environ 1,5 cm et elles sont de couleur blanchâtre, lilas ou rougeâtre. Les fruits sont de grosses baies rouges sphériques et charnues.

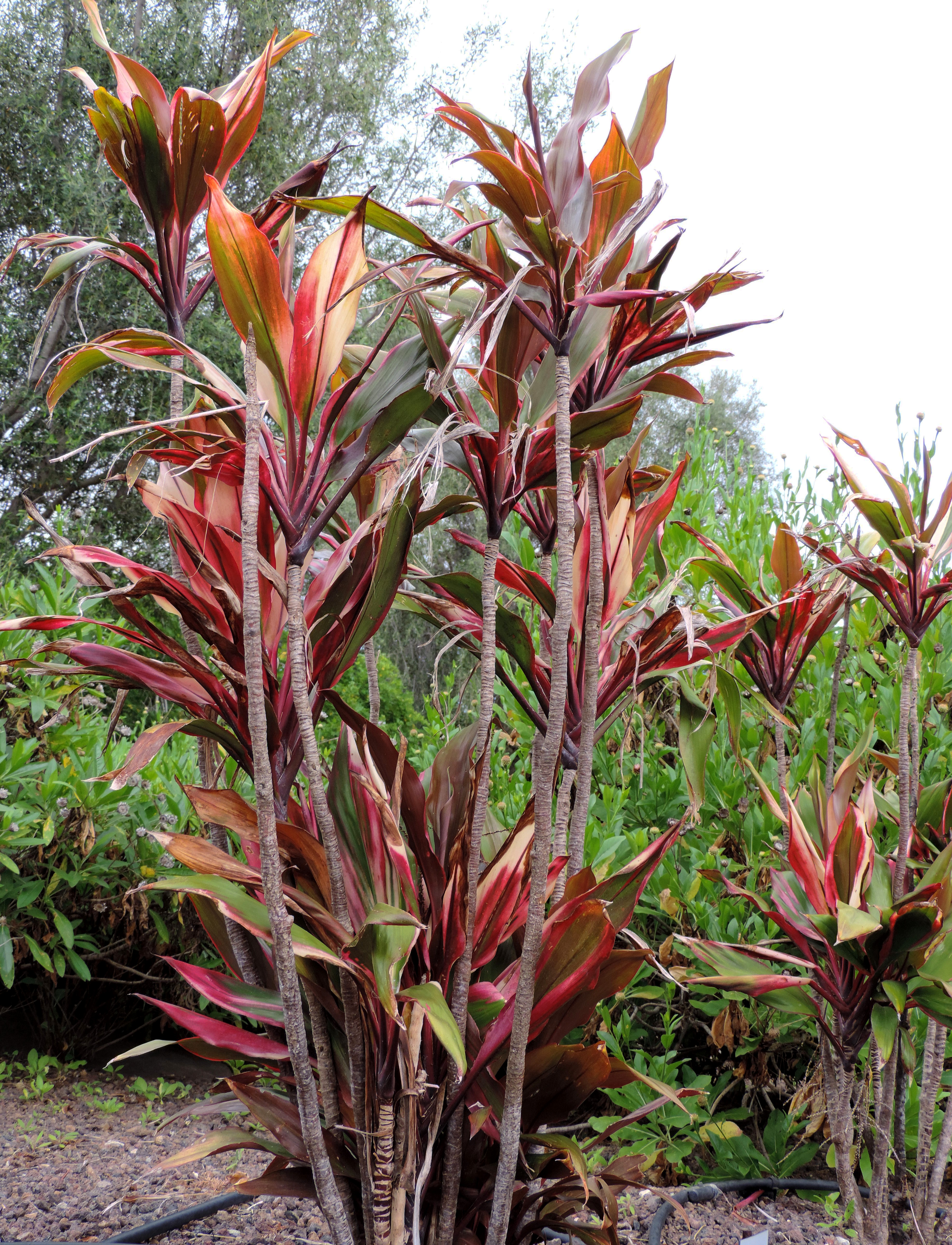
Arbuste à feuilles rouges et vertes
Arbuste à feuilles vertes
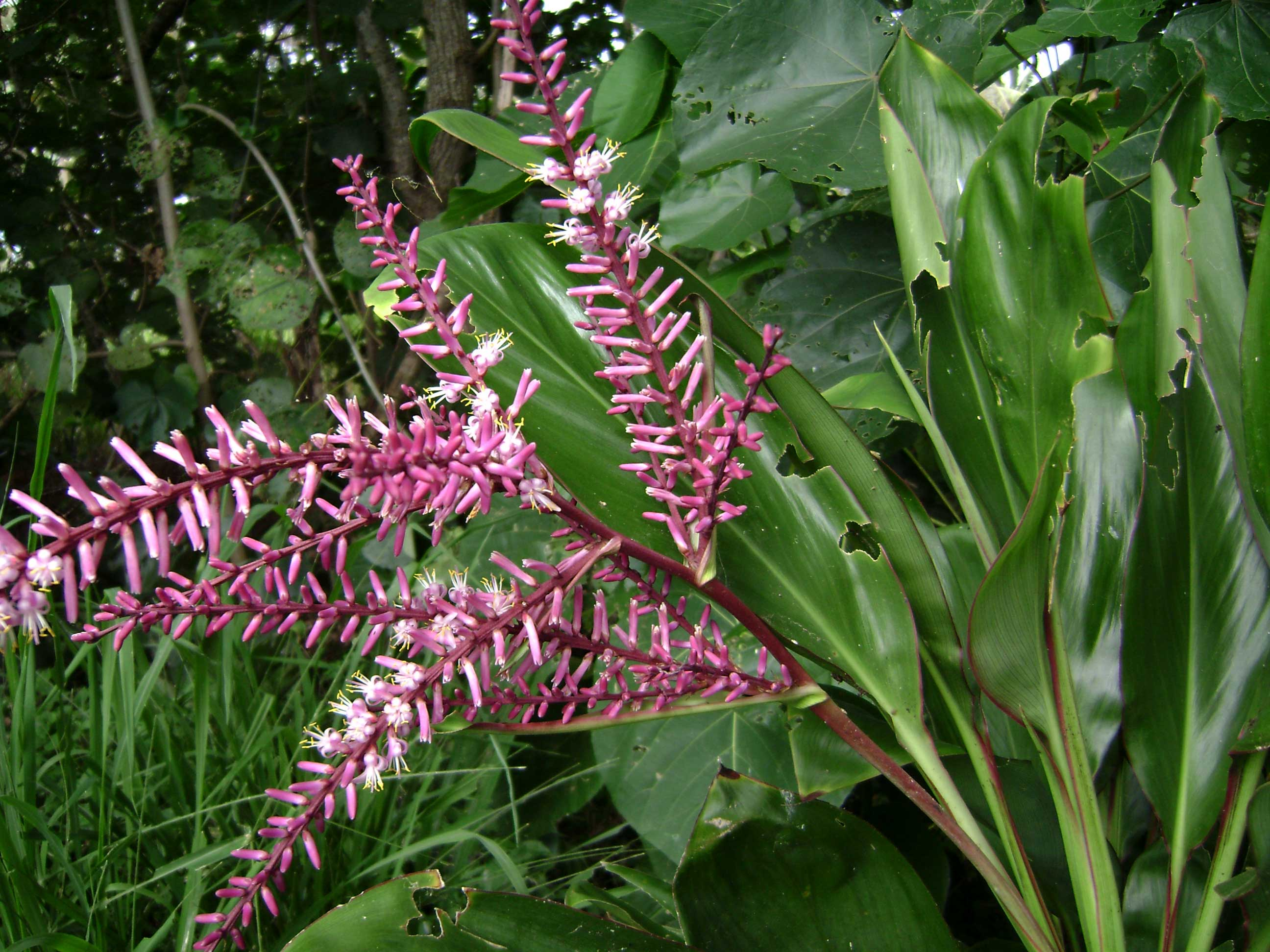
Fleurs
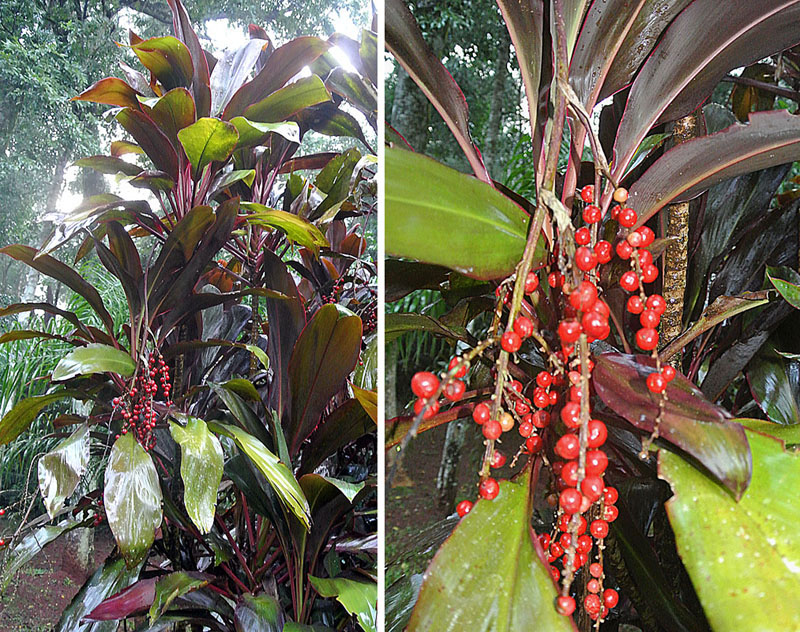
Fruits

## Répartition
Son origine géographique est l'Asie et l'Océanie, de l'Inde à la Nouvelle-Zélande en passant par l'archipel indo-malais et l'Australie, mais elle a été diffusée dans toutes les régions tropicales et subtropicales. 

## Utilisation

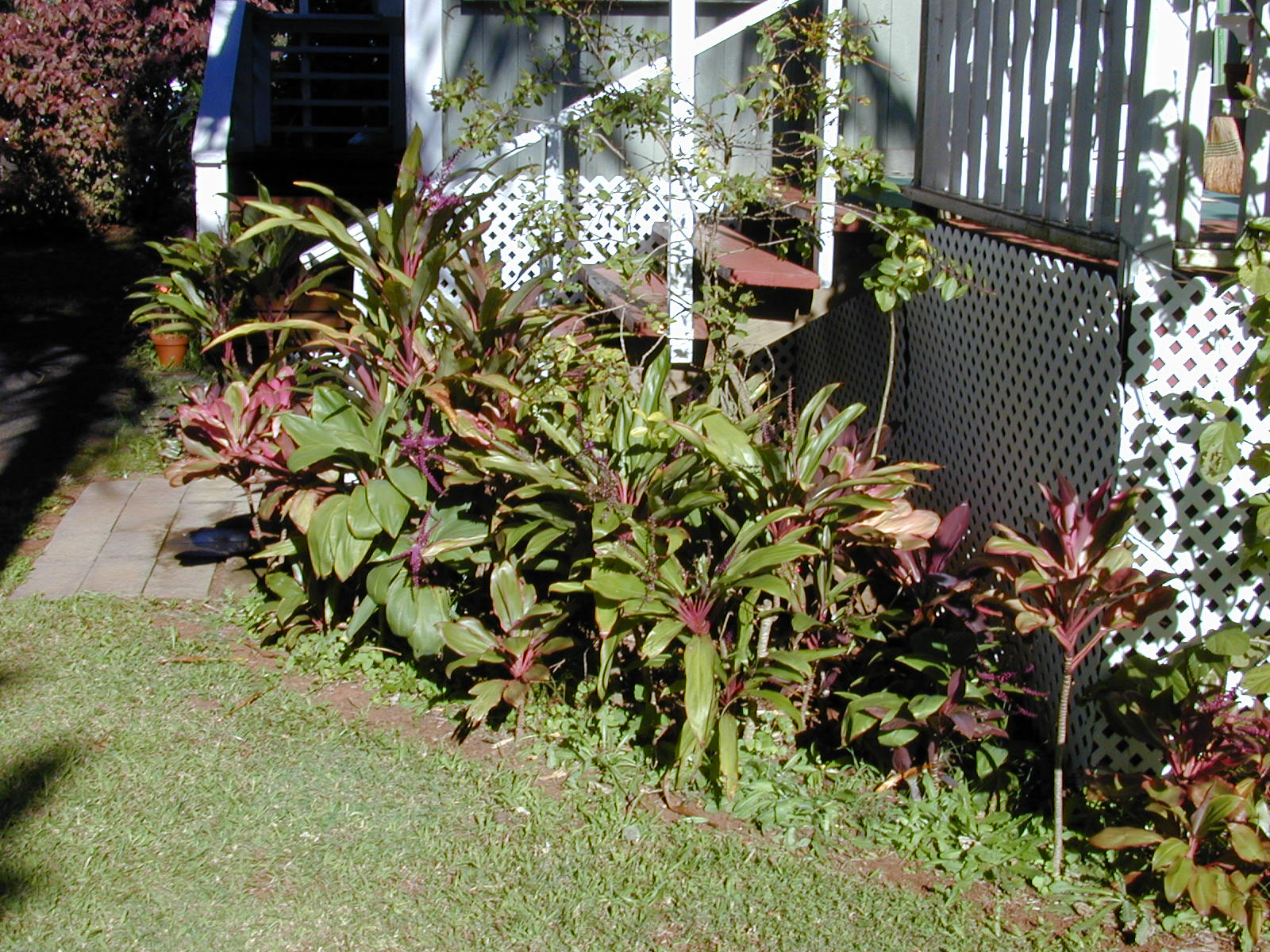
Cordyline fruticosa planté autour d'une maison pour éloigner les mauvais esprits.

En Asie du Sud-Est et en Polynésie, l'arbuste Cordyline fruticosa est souvent planté autour des maisons pour éloigner les mauvais esprits. Comme cette plante fleurit rarement, sa floraison est un bon présage. 

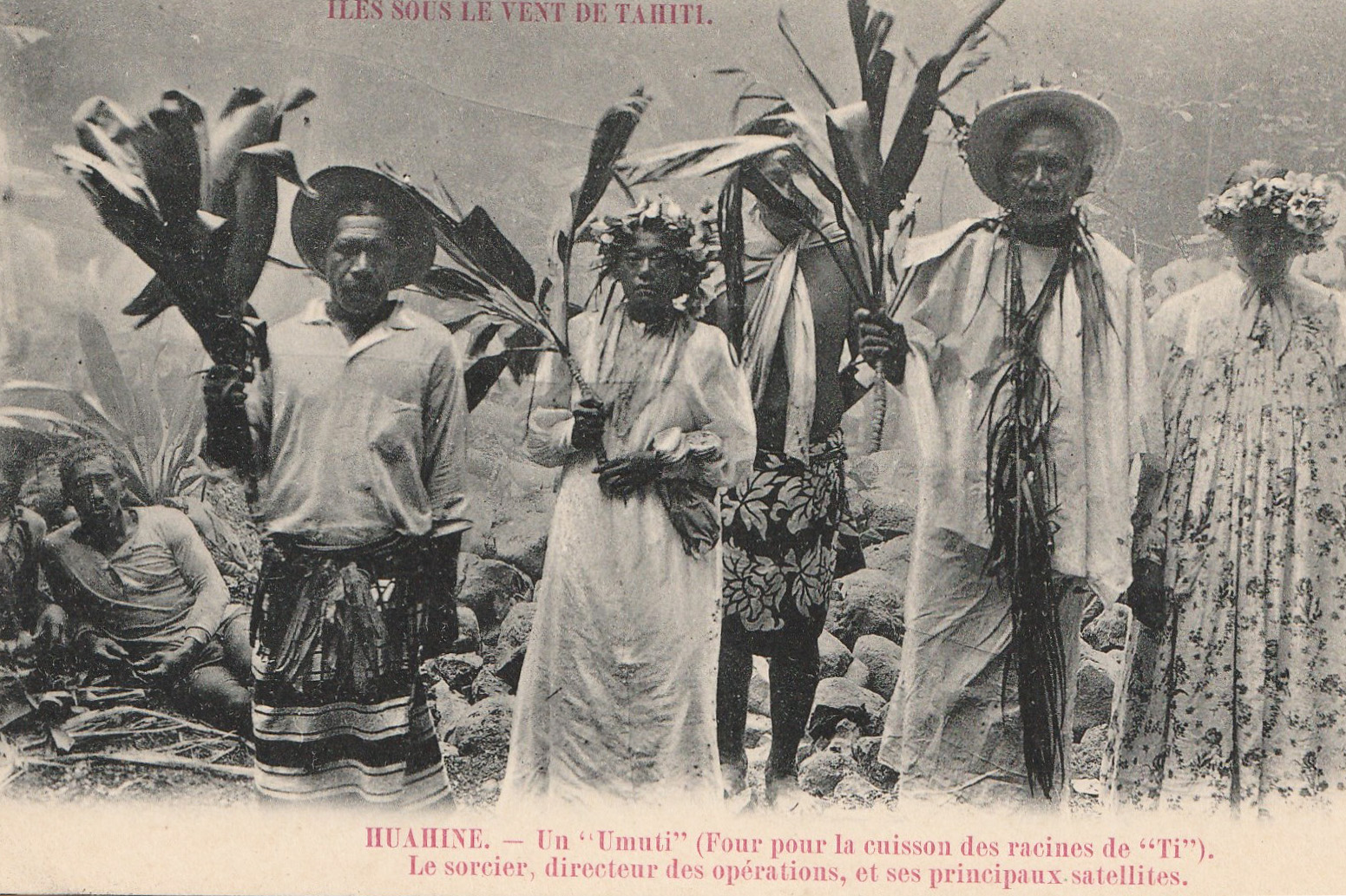
Un Umuti (four pour la cuisson des racines de Ti) à Huahine (Tahiti).

En Nouvelle-Calédonie, dans la culture kanak, la cordyline rouge, ou verte (dans une moindre mesure), est associée au mythe d'origine et au sacré. On y enveloppe les monnaies dans ses feuilles.
En Polynésie Française, elle est généralement utilisée pour fabriquer des costumes traditionnels. 
Cette espèce est aussi culturellement très importante à Hawaï, où elle est appelée « Ti » et possède des pouvoirs protecteurs dans les croyances locales, consacrée à "Lono", le dieu des champs : c'est pourquoi elle continue d'être plantée autour des maisons. Les Hawaiiens utilisaient les feuilles comme couverture de toits, comme pagnes, pour la fabrication d'assiettes, de tasses et d'instruments de musique ainsi que pour préparer des boissons médicinales 

La racine de cette espèce peut être consommée cuite, mangée comme sucrerie ressemblant à la mélasse ou brassée pour obtenir une boisson légèrement alcoolisé ; et par distillation, on peut également préparé l'"Okolehao" fortement alcoolisé.

## Noms scientifiques synonymes
- Asparagus terminalis L.
- Convallaria fruticosa L.
- Cordyline fruticosa Göpp.
- Cordyline terminalis Kunth
- Cordyline terminalis var. ferra (L.) Baker
- Dracaena terminalis L.
- Dracaena terminalis Lam.
- Dracaena terminalis Rich.
- Terminalis fruticosa (L.) Kuntze